# 諾拔圖·梅路·梅利尼沙
諾拔圖·梅路·梅利尼沙（Norberto Mauro Mulenessa，1981年6月24日—），是安哥拉的足球運動員，司職中場。
這名非洲人早年曾在巴西球會華斯高效力；2004年加盟葡萄牙球會利亞拿。2005年他轉到中東聯賽效力，一直至今。

## 連結
- 諾拔圖·梅路·梅利尼沙在National-Football-Teams.com的資料